# Юнацька ліга УЄФА 2015—2016
Юнацька ліга УЄФА 2015/2016 — третій розіграш Юнацької ліги УЄФА, клубного футбольного турніру серед юнацьких команд європейських клубів, проведеного УЄФА.
Після дворічного пробного періоду Юнацька ліга УЄФА з сезону 2015/2016 стала постійним турніром під егідою УЄФА, а турнір розширився з 32 до 64 команд.

## Зміни у форматі
Організаційний комітет УЄФА, проведений 18 вересня 2014 підтвердив наступні зміни в Юнацькій лізі УЄФА з сезону 2015/2016:
- Турнір буде розширено з 32 до 64 команд. У число 64 команд увійдуть юнацькі команди 32 клубів, що беруть участь у груповому етапі Ліги чемпіонів УЄФА, які були включені в число учасників з першого розіграшу, а також переможців юнацьких національних турнірів 32 найкращих асоціацій у відповідності з їх рейтингом, які будуть включені в число учасників з сезону 2015/2016. Асоціації, які не мають переможця національного юнацького турніру і національного чемпіона, який вже потрапив в Шлях Ліги чемпіонів УЄФА, будуть замінені наступною асоціацією в рейтингу УЄФА.
- Новий формат турніру передбачає дві групи команд, які змагаються окремо одне від одного до стикових матчів:
  - Шлях Ліги чемпіонів УЄФА: 32 юнацькі команди клубів, що беруть участь у Лізі чемпіонів УЄФА збережуть формат і розклад матчів групового етапу, які відповідають груповому етапу Ліги чемпіонів УЄФА. Переможці груп пройдуть в 1/8 фіналу, а команди, що посядуть другі місця, пройдуть в стикові матчі.
  - Шлях національних чемпіонів: 32 переможців національних юнацьких турнірів проведуть два раунди двохматчевих протистоянь, а вісім переможців перейдуть в стикові матчі.
  - У стикових матчах переможці національних юнацьких турнірів зіграють один матч вдома проти команд, що посіли другі місця в групі Шляху Ліги чемпіонів УЄФА.
  - В 1/8 фіналу переможці груп Шляху Ліги чемпіонів УЄФА зіграють один матч переможців стикових матчів господарі матчів будуть визначені жеребкуванням).
  - У чвертьфіналі, півфіналі та фіналі команди зіграють один з одним по одному матчу (господарі чвертьфінальних матчів будуть визначені жеребкуванням, півфінал і фінал буде проведено на нейтральному стадіоні).
- 19-річний віковий ліміт буде збережений, але клуби зможуть включити в свою спільну заявку на турнір з 40 гравців не більше трьох гравців до 20 років, щоб пом'якшити навантаження на гравців, які відвідують школу.

## Команди
Всього в турнірі беруть участь 64 команди:
- Юнацькі команди 32 клубів, що беруть участь у груповому етапі Ліги чемпіонів УЄФА 2015/2016 беруть участь у Шляху Ліги чемпіонів УЄФА.
- Переможці національних юнацьких турнірів 32 найкращих асоціацій у відповідності з їх рейтингом беруть участь в Шляху національних чемпіонів (Асоціації, які не мають переможця національного юнацького турніру і національного чемпіона, який вже потрапив в Шлях Ліги чемпіонів УЄФА, будуть замінені наступною асоціацією в рейтингу УЄФА)[6][7].

## Розклад матчів і жеребкувань
Розклад турніру є наступним (всі жеребкування проводяться в штаб-квартирі УЄФА в Ньйоні, Швейцарія, якщо не зазначено інакше).
| Стадія                                 | Раунд         | Дата жеребкування       | 1-й матч                                     | 2-й матч                                     |
| -------------------------------------- | ------------- | ----------------------- | -------------------------------------------- | -------------------------------------------- |
| Груповий етап Шлях Ліги чемпіонів УЄФА | 1 тур         | 27 серпня 2015 (Монако) | 15-16 вересня 2015                           | 15-16 вересня 2015                           |
| Груповий етап Шлях Ліги чемпіонів УЄФА | 2 тур         | 27 серпня 2015 (Монако) | 29-30 вересня 2015                           | 29-30 вересня 2015                           |
| Груповий етап Шлях Ліги чемпіонів УЄФА | 3 тур         | 27 серпня 2015 (Монако) | 20-21 жовтня 2015                            | 20-21 жовтня 2015                            |
| Груповий етап Шлях Ліги чемпіонів УЄФА | 4 тур         | 27 серпня 2015 (Монако) | 3-4 листопада 2015                           | 3-4 листопада 2015                           |
| Груповий етап Шлях Ліги чемпіонів УЄФА | 5 тур         | 27 серпня 2015 (Монако) | 24-25 листопада 2015                         | 24-25 листопада 2015                         |
| Груповий етап Шлях Ліги чемпіонів УЄФА | 6 тур         | 27 серпня 2015 (Монако) | 8-9 грудня 2015                              | 8-9 грудня 2015                              |
| Шлях національних чемпіонів            | Перший раунд  | 1 вересня 2015          | 29-30 вересня 2015                           | 20-21 жовтня 2015                            |
| Шлях національних чемпіонів            | Другий раунд  | 1 вересня 2015          | 3-4 листопада 2015                           | 24-25 листопада 2015                         |
| Плей-офф                               | Стикові матчі | 14 грудня 2015          | 9-10 лютого 2016                             | 9-10 лютого 2016                             |
| Плей-офф                               | 1/8 фіналу    | 15 лютого 2016          | 22-23 лютого 2016                            | 22-23 лютого 2016                            |
| Плей-офф                               | Чвертьфінал   | 15 лютого 2016          | 8-9 березня 2016                             | 8-9 березня 2016                             |
| Плей-офф                               | Півфінал      | 15 лютого 2016          | 15 квітня 2016 на стадіоні «Коловрей», Ньйон | 15 квітня 2016 на стадіоні «Коловрей», Ньйон |
| Плей-офф                               | Фінал         | 15 лютого 2016          | 18 квітня 2016 на стадіоні «Коловрей», Ньйон | 18 квітня 2016 на стадіоні «Коловрей», Ньйон |

- На груповому етапі Шляху Ліги чемпіонів УЄФА команди принципово проводять свої матчі по вівторках та середах, в ті ж дні, що і відповідні дорослі команди в Лізі чемпіонів УЄФА; однак, матчі можуть проводитися в інші дні, в тому числі по понеділках і четвергах.
- У першому і другому раундах Шляху національних чемпіонів матчі принципово проводяться по середах; однак, матчі також можуть проводитися в інші дні, в тому числі по понеділках, вівторках і четвергах.
- У стикових матчах 1/8 фіналу і чвертьфіналах матчі принципово проводяться по вівторках і середах; однак, матчі також можуть проводитися в інші дні, за умови, що вони будуть завершені до наступних дат:
  - Стикові матчі: 12 лютого 2016
  - 1/8 фіналу: 26 лютого 2016
  - Чвертьфінал: 18 березня 2016

## Шлях Ліги чемпіонів УЄФА
В Дорозі Ліги чемпіонів УЄФА 32 команди були поділені на вісім груп по чотири команди. Для них не проводилося окремого жеребкування, склад груп відповідає жеребкуванні групового етапу Ліги чемпіонів УЄФА 2015/2016, яка була проведена в Монако 27 серпня 2015.
У кожній групі команди грають один проти одного вдома і в гостях за коловою системою. Ігровими днями є 15-16 вересня, 29-30 вересня, 20-21 жовтня, 3-4 листопада, 24-25 листопада і 8-9 грудня 2015. Вісім переможців груп потрапляють в 1/8 фіналу, а вісім команд, що зайняли другі місця в групах, потрапляють в стикові матчі, де до них приєднаються вісім переможців другого раунду Шляху національних чемпіонів.
| Визначення положення команд у разі рівності набраних очок |
| --- |
| Становище команд визначається за кількістю набраних очок (3 очки за перемогу, 1 очко за нічию, 0 очок за поразку). У випадку, якщо дві або більше команд мають однакову кількість очок після завершення групових матчів, для визначення положення команд застосовуються наступні критерії в даному порядку: 1. більша кількість очок у матчах між цими командами; 2. краща різниця забитих і пропущених голів у матчах між цими командами; 3. більша кількість голів, забитих у матчах між цими командами; 4. більша кількість голів, забитих на чужому полі, в матчах між цими командами; 5. у разі, якщо після застосування критеріїв з 1 по 4 команди все ще мають однакове положення, критерії з 1 по 4 застосовуються знову виключно до матчів між цими командами для визначення їх остаточного положення. У разі, якщо ця процедура не призводить до вирішення, застосовуються критерії з 6 по 12; 6. краща різниця забитих і пропущених голів у всіх групових матчах; 7. більша кількість голів, забитих у всіх групових матчах; 8. більша кількість голів, забитих на чужому полі, у всіх групових матчах; 9. більша кількість перемог у всіх групових матчах; 10. більша кількість перемог на чужому полі у всіх групових матчах; 11. менша загальна кількість дисциплінарних очок, заснованих тільки на кількості жовтих і червоних карток, отриманих у всіх групових матчах (3 очки за червону картку, 1 очко за жовту картку, 3 очки за видалення після двох жовтих карток в одному матчі); 12. жереб. |

| Умовні колірні позначення в таблиці груп                              |
| --------------------------------------------------------------------- |
| Переможці груп потрапляють в 1/8 фіналу.                              |
| Команди, що посіли другі місця в групах, потрапляють в стикові матчі. |

### Група A
| Команда         | І | В | Н | П | ГЗ | ГП | РГ  | О  |
| --------------- | - | - | - | - | -- | -- | --- | -- |
| Парі Сен-Жермен | 6 | 4 | 1 | 1 | 16 | 6  | +10 | 13 |
| Реал Мадрид     | 6 | 4 | 0 | 2 | 16 | 7  | +9  | 12 |
| Мальме          | 6 | 1 | 2 | 3 | 7  | 14 | -7  | 5  |
| Шахтар          | 6 | 1 | 1 | 4 | 13 | 25 | -12 | 4  |

### Група B
| Команда           | І | В | Н | П | ГЗ | ГП | РГ | О  |
| ----------------- | - | - | - | - | -- | -- | -- | -- |
| ПСВ               | 6 | 3 | 1 | 2 | 10 | 9  | +1 | 10 |
| ЦСКА              | 6 | 2 | 2 | 2 | 10 | 6  | +4 | 8  |
| Манчестер Юнайтед | 6 | 2 | 2 | 2 | 6  | 10 | -4 | 8  |
| Вольфсбург        | 6 | 2 | 1 | 3 | 10 | 11 | -1 | 7  |

### Група C
| Команда     | І | В | Н | П | ГЗ | ГП | РГ  | О  |
| ----------- | - | - | - | - | -- | -- | --- | -- |
| Бенфіка     | 6 | 5 | 1 | 0 | 29 | 3  | +26 | 16 |
| Атлетіко    | 6 | 4 | 1 | 1 | 25 | 5  | +20 | 13 |
| Галатасарай | 6 | 2 | 0 | 4 | 8  | 20 | -12 | 6  |
| Астана      | 6 | 0 | 0 | 6 | 1  | 35 | -34 | 0  |

### Група D
| Команда        | І | В | Н | П | ГЗ | ГП | РГ | О  |
| -------------- | - | - | - | - | -- | -- | -- | -- |
| Манчестер Сіті | 6 | 3 | 2 | 1 | 11 | 6  | +5 | 11 |
| Севілья        | 6 | 3 | 2 | 1 | 9  | 7  | +2 | 11 |
| Ювентус        | 6 | 2 | 0 | 4 | 7  | 11 | -4 | 6  |
| Боруссія М     | 6 | 1 | 2 | 3 | 10 | 13 | -3 | 5  |

### Група E
| Команда   | І | В | Н | П | ГЗ | ГП | РГ | О  |
| --------- | - | - | - | - | -- | -- | -- | -- |
| Барселона | 6 | 3 | 3 | 0 | 10 | 4  | +6 | 12 |
| Рома      | 6 | 2 | 3 | 1 | 12 | 6  | +6 | 9  |
| Байєр 04  | 6 | 2 | 2 | 2 | 6  | 9  | -3 | 8  |
| БАТЕ      | 6 | 0 | 2 | 4 | 1  | 10 | -9 | 2  |

### Група F
| Команда      | І | В | Н | П | ГЗ | ГП | РГ | О  |
| ------------ | - | - | - | - | -- | -- | -- | -- |
| Динамо       | 6 | 3 | 1 | 2 | 9  | 8  | +1 | 10 |
| Арсенал      | 6 | 3 | 1 | 2 | 9  | 7  | +1 | 10 |
| Олімпіакос П | 6 | 3 | 1 | 2 | 9  | 8  | +1 | 10 |
| Баварія      | 6 | 1 | 1 | 4 | 3  | 7  | -4 | 4  |

### Група G
| Команда     | І | В | Н | П | ГЗ | ГП | РГ  | О  |
| ----------- | - | - | - | - | -- | -- | --- | -- |
| Челсі       | 6 | 4 | 2 | 0 | 15 | 4  | +11 | 14 |
| Динамо      | 6 | 3 | 1 | 2 | 7  | 7  | 0   | 10 |
| Порту       | 6 | 2 | 2 | 2 | 8  | 7  | +1  | 8  |
| Маккабі Т-А | 6 | 0 | 1 | 5 | 2  | 14 | -12 | 1  |

### Група H
| Команда  | І | В | Н | П | ГЗ | ГП | РГ  | О  |
| -------- | - | - | - | - | -- | -- | --- | -- |
| Ліон     | 6 | 4 | 1 | 1 | 16 | 4  | +12 | 13 |
| Валенсія | 6 | 4 | 1 | 1 | 13 | 3  | +10 | 13 |
| Зеніт    | 6 | 2 | 0 | 4 | 5  | 11 | -6  | 6  |
| Гент     | 6 | 1 | 0 | 5 | 2  | 18 | -16 | 3  |

## Шлях національних чемпіонів
В Шляху національних чемпіонів 32 команди проводять два раунди двохматчевих протистоянь з матчами вдома і в гостях. Жеребкування пройшло 1 вересня 2015 року. Сіяних команд не було, але перед жеребкуванням 32 команди були поділені на чотири групи, визначені за спортивною та географічною ознакою. У першому раунді команди з однієї групи зіграють один проти одного. У другому раунді переможці групи 1 зіграють проти переможців групи 2, переможці групи 3 зіграють проти переможців групи 4, а порядок матчів був визначений жеребкуванням.
| Група 1                                                                             | Група 2                                                                      | Група 3                                                                                  | Група 4                                                                             |
| ----------------------------------------------------------------------------------- | ---------------------------------------------------------------------------- | ---------------------------------------------------------------------------------------- | ----------------------------------------------------------------------------------- |
| - Вільярреал - Торіно - АПОЕЛ - Серветт - Рад - Домжале - Сениця - Академія Пушкаша | - Мідлсбро - Реймс - Андерлехт - Бранн - Селтік - Ельфсборг - ГІК - Стьярнан | - Шальке 04 - Аякс - Мідтьюлланн - Пршибрам - Ред Булл - Желєзнічар - Сабуртало - Зімбру | - Спартак (Москва) - Бешікташ - Легія - Віїторул - Мінськ - Литекс - Ряван - Актобе |

У разі, якщо після основного часу матчу загальний рахунок залишається рівним, для визначення переможця використовується правило голу, забитого на чужому полі. У випадку, якщо команди як і раніше рівні, переможець визначається в серії пенальті (додатковий час не грається).

### Перший раунд
Перші матчі пройшли 29 і 30 вересня, матчі-відповіді — 20 і 21 жовтня 2015. 16 переможців першого раунду потрапили у другий раунд.
| Команда 1        | Заг.           | Команда 2        | 1-й матч | 2-й матч |
| ---------------- | -------------- | ---------------- | -------- | -------- |
| Вільярреал       | 4:4 (ч)        | Серветт          | 2:3      | 2:1      |
| АПОЕЛ            | 4:9            | Академія Пушкаша | 3:3      | 1:6      |
| Сениця           | 1:2            | Торіно           | 0:0      | 1:2      |
| Рад              | 1:1 (пен. 3:2) | Домжале          | 0:1      | 1:0      |
| Реймс            | 5:6            | Мідлсбро         | 5:3      | 0:3      |
| Ельфсборг        | 2:1            | Стьярнан         | 2:0      | 0:1      |
| Бранн            | 1:6            | Андерлехт        | 1:1      | 0:5      |
| ГІК              | 1:6            | Селтік           | 0:5      | 1:1      |
| Шальке 04        | 2:5            | Аякс             | 2:3      | 0:2      |
| Пршибрам         | 4:1            | Зімбру           | 2:0      | 2:1      |
| Ред Булл         | 5:2            | Желєзнічар       | 4:0      | 1:2      |
| Мідтьюлланн      | 5:2            | Сабуртало        | 3:1      | 2:1      |
| Актобе           | 0:6            | Бешікташ         | 0:2      | 0:4      |
| Спартак (Москва) | 4:0            | Ряван            | 4:0      | 0:0      |
| Мінськ           | 3:7            | Віїторул         | 2:2      | 1:5      |
| Литекс           | 2:5            | Легія            | 1:2      | 1:3      |

### Другий раунд
Перші матчі пройшли 3 і 4 листопада, матчі-відповіді — 24 і 25 листопада 2015. 8 переможців другого раунду потрапили в стикові матчі, де до них приєдналися вісім команд, що зайняли другі місця в групах Шляху Ліги чемпіонів УЄФА.
| Команда 1        | Заг. | Команда 2 | 1-й матч | 2-й матч |
| ---------------- | ---- | --------- | -------- | -------- |
| Академія Пушкаша | 1:3  | Селтік    | 1:0      | 0:3      |
| Рад              | 0:1  | Ельфсборг | 0:1      | 0:0      |
| Серветт          | 3:4  | Андерлехт | 1:2      | 2:2      |
| Мідлсбро         | 6:3  | Торіно    | 3:0      | 3:3      |
| Спартак (Москва) | 1:5  | Аякс      | 0:3      | 1:2      |
| Бешікташ         | 2:5  | Ред Булл  | 1:0      | 1:5      |
| Мідтьюлланн      | 5:1  | Легія     | 2:0      | 3:1      |
| Пршибрам         | 2:0  | Віїторул  | 2:0      | 0:0      |

## Стикові матчі
У стикових матчах 16 команд діляться на вісім пар, у яких грають по одному матчу. Жеребкування буде проведено 14 грудня 2015. Вісім переможців другого раунду Шляху національних чемпіонів зіграють вдома з командами, що зайняли другі місця в групах Шляху Ліги чемпіонів УЄФА. Команди з однієї асоціації не можуть зіграти один з одним.
У разі, якщо після основного часу рахунок рівний, переможець визначається в серії пенальті (додатковий час не грається).
Стикові матчі пройшли 9 і 10 лютого 2016. Вісім переможців стикових матчів потрапили в 1/8 фіналу.
| Команда 1   | Рахунок        | Команда 2   |
| ----------- | -------------- | ----------- |
| Аякс        | 3:1            | Севілья     |
| Пршибрам    | 2:2 (пен. 5:4) | ЦСКА        |
| Ред Булл    | 0:4            | Рома        |
| Андерлехт   | 2:0            | Арсенал     |
| Селтік      | 1:1 (пен. 3:4) | Валенсія    |
| Ельфсборг   | 1:3            | Реал Мадрид |
| Мідлсбро    | 5:0            | Динамо      |
| Мідтьюлланн | 4:4 (пен. 5:4) | Атлетіко    |

## Плей-оф
У плей-офф 16 команд зіграють у турнірі на вибування, у кожній парі буде зіграно по одному матчу. Жеребкування пройшло 15 лютого 2016. Механізм жеребкувань для кожного раунду наступний:
- У жеребкуванні 1/8 фіналу вісім переможців груп Шляху Ліги чемпіонів УЄФА зіграють проти восьми переможців стикових матчів. Команди з однієї групи Шляху Ліги чемпіонів УЄФА не можуть зіграти один з одним, але команди з однієї асоціації можуть зіграти один з одним. Жеребкування також визначить господарів кожного з матчів 1/8 фіналу.
- У жеребкуванні чвертьфіналів і наступних раундів немає посіву, і команди з однієї групи і однієї асоціації можуть зіграти один з одним. Жеребкування також визначає господаря кожного з чвертьфінальних матчів і номінальних «господарів» півфінальних матчів і фіналу (які проводяться на нейтральному полі).

У разі, якщо після основного часу рахунок рівний, переможець визначається в серії пенальті (додатковий час не грається)

### 1/8 фіналу
Матчі 1/8 фіналу відбулися 23 і 24 лютого 2016.
| Команда 1       | Рахунок        | Команда 2      |
| --------------- | -------------- | -------------- |
| Реал Мадрид     | 3:1            | Манчестер Сіті |
| Пршибрам        | 1:1 (пен. 3:5) | Бенфіка        |
| Парі Сен-Жермен | 1:0            | Мідлсбро       |
| ПСВ             | 2:2 (пен. 1:3) | Рома           |
| Челсі           | 1:1 (пен. 5:3) | Валенсія       |
| Ліон            | 0:3            | Аякс           |
| Андерлехт       | 3:0 (техн.)    | Динамо         |
| Барселона       | 3:1            | Мідтьюлланн    |

### 1/4 фіналу
Чвертьфінальні матчі відбулися 8 і 9 березня 2016.
| Команда 1       | Рахунок | Команда 2 |
| --------------- | ------- | --------- |
| Реал Мадрид     | 2:0     | Бенфіка   |
| Парі Сен-Жермен | 3:1     | Рома      |
| Челсі           | 1:0     | Аякс      |
| Андерлехт       | 2:0     | Барселона |

### 1/2 фіналу
Півфінальні матчі відбулися 15 квітня 2016 на стадіоні «Коловрей» в Ньйоні.
| Команда 1   | Рахунок | Команда 2       |
| ----------- | ------- | --------------- |
| Реал Мадрид | 1:3     | Парі Сен-Жермен |
| Челсі       | 3:0     | Андерлехт       |

### Фінал
Фінал відбувся 18 квітня 2016 на стадіоні «Коловрей» в Ньйоні.
| 18 квітня 2016 CEST 17:00 |

| Парі Сен-Жермен | 1–2      | Челсі                 |
| --------------- | -------- | --------------------- |
| Меїте 58'       | Протокол | Томорі 10' Палмер 61' |

| «Коловрей», Ньйон Глядачів: 4,000 Арбітр: Даніель Зіберт ( Німеччина) |

## Статистика

### Бомбардири
| Місце | Гравець           | Клуб            | Голів | Хвилин проведено |
| ----- | ----------------- | --------------- | ----- | ---------------- |
| 1     | Роберто Нуньес    | Атлетіко        | 9     | 624              |
| 2     | Борха Майораль    | Реал Мадрид     | 8     | 614              |
| 2     | Теммі Абрагам     | Челсі           | 8     | 810              |
| 4     | Жозе Гоміш        | Бенфіка         | 7     | 328              |
| 4     | Діогу Гонсалвіш   | Бенфіка         | 7     | 496              |
| 6     | Рафа Мір          | Валенсія        | 6     | 617              |
| 6     | Йорн Ванкамп      | Андерлехт       | 6     | 633              |
| 6     | Карлес Аленья     | Барселона       | 6     | 716              |
| 9     | Леандро Путаро    | Вольфсбург      | 5     | 410              |
| 9     | Кейсі Палмер      | Челсі           | 5     | 545              |
| 9     | Жан-Кевін Огюстен | Парі Сен-Жермен | 5     | 641              |
| 9     | Умар Садік        | Рома            | 5     | 769              |

Джерело: УЄФА

### Асистенти
| Місце | Гравець          | Клуб            | Асистів | Хвилин проведено |
| ----- | ---------------- | --------------- | ------- | ---------------- |
| 1     | Гаррі Чепмен     | Мідлсбро        | 8       | 540              |
| 2     | Сам Ламмерс      | ПСВ             | 4       | 512              |
| 2     | Фран Вільяльба   | Валенсія        | 4       | 546              |
| 2     | Тео Шендрі       | Барселона       | 4       | 570              |
| 2     | Умар Садік       | Рома            | 4       | 769              |
| 2     | Крістофер Нкунку | Парі Сен-Жермен | 4       | 788              |

Джерело: УЄФА